# Eveline (James Joyce)
Eveline è un racconto breve scritto da James Joyce e pubblicato nella raccolta Gente di Dublino.
Eveline Hill, una ragazza di diciannove anni, guarda fuori dalla sua finestra. Osservando ciò che accade all'esterno, vede un musicista suonare un organetto e questo suono le ricorda una canzone sentita prima della morte della madre. La ragazza inizia quindi a ricordare la sua infanzia: pensa al padre, che l’ha maltrattata spesso ma che è anche stato buono con lei in diverse occasioni, ricorda la madre e il fratello defunto Ernest e si sente frustrata dal suo umile lavoro di commessa in un grande magazzino, in cui la sua principale la prende in giro e la mette in cattiva luce, motivi per cui, quando se ne andrà, il suo lavoro non le mancherà affatto. Ha deciso infatti di partire con il suo fidanzato, un marinaio di nome Frank, per Buenos Aires. Prima di partire tiene in mano due lettere, una per Harry, il fratello ancora vivo, e l'altra per il padre, e si lascia prendere dai dubbi, non essendo più certa di voler abbandonare il nido familiare per andare a Buenos Aires. Il ricordo della vita monotona e triste della madre la spinge a partire; una volta arrivata con Frank al porto, mentre la loro nave è sul punto di partire, Eveline viene nuovamente colta dall'indecisione e, alla fine, pensando alla promessa fatta alla madre sul letto di morte di tenere unita la famiglia, rimane immobile e non segue il fidanzato, con una maschera d'indifferenza sul volto. Frank, che ormai si trova sulla nave, le grida senza successo di seguirlo e finisce per partire senza di lei.

## Interpretazione del testo
Il titolo si riferisce al nome della protagonista del racconto, Eveline. Nelle prime due righe viene delineata l'ambientazione della storia: Eveline è alla finestra di casa sua, luogo dove si svolge la prima parte del racconto. La protagonista Eveline inizia a ricordare il suo passato: viene introdotta quindi l'idea di “tempo della memoria”, idea in voga nel periodo modernista che si contrapponeva al tempo cronologico. Attraverso il ricordo viene sottolineata la discrepanza tra passato e presente: il presente appare alla protagonista diverso dal passato, perché ora anche lei, come i suoi fratelli, se ne andrà di lì. Ciò che Eveline ha in mente di fare, cioè fuggire, viene raccontato attraverso la sua coscienza, attraverso ciò che lei pensa mentre si guarda attorno, dentro la sua casa: Eveline è stata infatti per Joyce un banco di prova, dove l'autore ha sperimentato la tecnica della trascrizione della coscienza, il "flusso di coscienza" (stream of consciousness). La scena successiva viene spezzata dalla prima scena con uno spazio tipografico, che indica un'ellissi: nella nuova scena siamo alla stazione di Northwall e viene descritto Frank, che aspetta Eveline per partire. L'azione, in tutto il testo, è molto limitata, ridotta al minimo. Si ha una continua staticità, che viene ripresa anche nella conclusione, quando Eveline invece di partire rimane immobile al porto mentre Frank salirà sulla nave. Questa staticità si trova in tutti i racconti di Gente di Dublino. In questo testo si trova anche il mythical method, una tecnica narrativa che prevede l'utilizzo della mitologia per spiegare il mondo moderno.

## Stile
La narrazione è in terza persona. Si ha una voce narrante anonima, rappresentata dalla coscienza di Eveline. La narrazione è infatti una perfetta rappresentazione delle idee di Eveline, come se fosse lei stessa l'autrice del testo. Nell'ultima parte della storia si trova un'epifania, cioè un momento banale che appare radiante: Eveline sente il suono di un organo ed improvvisamente si blocca. Frank chiama Eveline, ma lei non risponde e si sente un grido di angoscia.

## Edizioni italiane
- James Joyce, Gente di Dublino, traduzione di Annie e Adriano Lami, collana «I corvi» n. 11, Milano, Corbaccio, 1933.
- James Joyce, Gente di Dublino, traduzione di Franca Cancogni, collana «I coralli» n. 36; collana «Nuovi coralli» n. 76, Torino, Einaudi, 1949, ISBN 88-06-39180-1.
- James Joyce, Gente di Dublino, traduzione di Margherita Ghirardi Minoja, introduzione e note di Attilio Brilli (dall'ed. 1980), collana «BUR» n. 269; collana «Superclassici» n. 3, Milano, Rizzoli, 1961, ISBN 88-17-15103-3.
- James Joyce, Gente di Dublino, traduzione di Maria Pia Balboni, collana «I grandi della letteratura» n. 72, Milano, Fabbri, 1970.
- James Joyce, Gente di Dublino, traduzione di Marina Emo Capodilista, collana «Paperbacks narratori» n. 15, Roma, Newton Compton, 1974.
- James Joyce, Gente di Dublino, traduzione di Marco Papi, introduzione di Nemi D'Agostino, collana «I grandi libri» n. 147, Roma, Garzanti, 1976.
- James Joyce, Gente di Dublino, traduzione di Franca Cancogni, introduzione di Aldo Tagliaferri, collana «Oscar narrativa» n. 136, Milano, Mondadori, 1979.
- James Joyce, Gente di Dublino, traduzione di Maria Pia Balboni, collana «I giganti di Gulliver», Rimini, Gulliver, 1986, ISBN 88-8129-046-4.
- James Joyce, Gente di Dublino, traduzione di Attilio Brilli, collana «Oscar classici moderni» n. 10, Milano, Mondadori, 1989, ISBN 978-88-04-44831-0.
- James Joyce, Gente di Dublino, traduzione di Daniele Benati, introduzione di Italo Svevo, collana «Universale Economica» n. 2107, Milano, Feltrinelli, 1994, ISBN 978-88-07-82107-3.
- James Joyce, Gente di Dublino, traduzione di Francesco Franconeri, collana «Acquarelli», Firenze, Giunti-Demetra, 2006, ISBN 978-88-440-3141-1.
- James Joyce, Gente di Dublino, traduzione di Umberto Primati, collana «Classici tascabili» n. 59, Milano, Dalai, 2011, ISBN 978-88-6073-967-4.
- James Joyce, Gente di Dublino, traduzione di Franca Cancogni, introduzione di Giorgio Melchiori, collana «ET» n. 1696, Milano, Einaudi, 2012, ISBN 978-88-06-21038-0.